# Gustelnica
Gustelnica je naseljeno mjesto u Republici Hrvatskoj u Zagrebačkoj županiji. Administrativno je u sastavu Velike Gorice. Prema popisu stanovništva iz 2011. godine naselje ima 118 stanovnika. Naselje se proteže na 3,63 četvorna kilometra. Gustoća naseljenosti iznosi 33 stanovnika po kilometru kvadratnom. 

## Povijest
Selo se prvi puta spominje 1428. godine.

## Stanovništvo
| broj stanovnika | 197   | 212   | 192   | 209   | 209   | 228   | 135   | 217   | 223   | 235   | 213   | 173   | 165   | 147   | 125   | 118   | 100   |
|                 | 1857. | 1869. | 1880. | 1890. | 1900. | 1910. | 1921. | 1931. | 1948. | 1953. | 1961. | 1971. | 1981. | 1991. | 2001. | 2011. | 2021. |

## Znamenitosti
- Crkva sv. Antuna Padovanskoga

## Unutarnje poveznice
- Ruralna cjelina Gustelnice, zaštićeno kulturno dobro